# Teatro alla Scala
Teatro alla Scala i Milano er et af de førende og mest berømte operahuse i verden og kendes også under navnet Scala-operaen.
Teatro alla Scala blev grundlagt under protektion af kejserinde Maria Theresia af Østrig som erstatning for Teatro Regio Ducale, der var brændt ned den 26. februar 1776 og som havde fungeret som opera i Milano. 
Den neoklassicistiske bygning var tegnet af Giuseppe Piermarini, og teatret åbnede den 3. august 1778 med Antonio Salieris opera L'Europa riconosciuta, med libretto af Mattia Verazi. 

## Online transmissioner
Biografer verden over viser direkte eller forskudte transmissioner af operaforestillinger fra Teatro alla Scala. I Danmark gælder det bl.a. Biffen i Aalborg og Rønne Bio.